# 成宗電気軌道
成宗電気軌道（せいそうでんききどう）は、かつて千葉県成田市において軌道事業と電気供給事業を兼営していた企業である。後に成田電気軌道と改称し、さらに千葉県から鉄道路線を譲り受け成田鉄道（2代）と改称した。
鉄道事業廃止後の同社は成田バス、千葉交通を経て、現在の京成バス千葉イーストに法人格が引き継がれている。
本項では、主に同社が運営した軌道線について述べる。

## 概要
千葉県唯一の路面電車であった。成田鉄道（初代。前述の成田鉄道とは異なり、現在の成田線の前身）の成田駅から、古くより参拝客の多い成田山新勝寺・宗吾霊堂への路線を敷設する計画は古くからあった。最初は宗吾馬車鉄道という馬車鉄道を敷設する計画が立てられたが、諸種の問題で流れた。
次に、大阪の資本家才賀藤吉の援助を得ることによって計画が立てられ、これがようやく実現する見通しになった。しかし成田山の門前町が参拝客が通らなくなって衰退することを恐れて反対したため、そこを東に避けてトンネルを掘るなどし、ようやく1910年（明治43年）に一部区間が開通、翌年に宗吾 - 成田間の全線が開業した。
しかし開業前に電気軌道の作業場から出た火の手が宗吾霊堂に引火して、堂宇と周辺民家の多くが焼けるなどしたこともあり、電気鉄道に懐疑的な人が多く反対運動も多かったことから、利用者はなかなか伸びなかった。さらに才賀藤吉が事業に失敗して資産を失い、援助が得られなくなったりするなど苦境も襲いかかった。そして東京の投機業者に買収され、おりしも第一次世界大戦で鉄の価格が高騰していたことから、電車を廃止してレールを売却することを目論んだ。これに対しては地元から猛反対の運動が起こり、千葉県知事が乗り出すなどして、ようやく複線の内単線を撤去することと、保有車両数の15両から6両への削減を行うことで決着した。
その後京成電気軌道（現京成電鉄）の傘下に入るが、乗合自動車（バス）の登場で客を奪われるようになり、さらには通行の邪魔ということで今度は地元から廃止論が出るようになった。しかし戦時体制によってガソリン供給が統制されると、バスの運行もできなくなったことからこのときは存続した。だが結局、1944年（昭和19年）には参詣路線は戦時柄ふさわしくないことと、京成本線とほぼ並行していることから、不要不急線として廃線となった。京成本線には成田の駅の位置を巡って新勝寺門前により近い所への設置を画策して成田電気軌道を買収（1925年）し、その線路を接続する案もあったが、門前の商店街の猛反発に折れ、1930年4月25日に現在の位置に京成成田駅を設置した。

### 路線データ

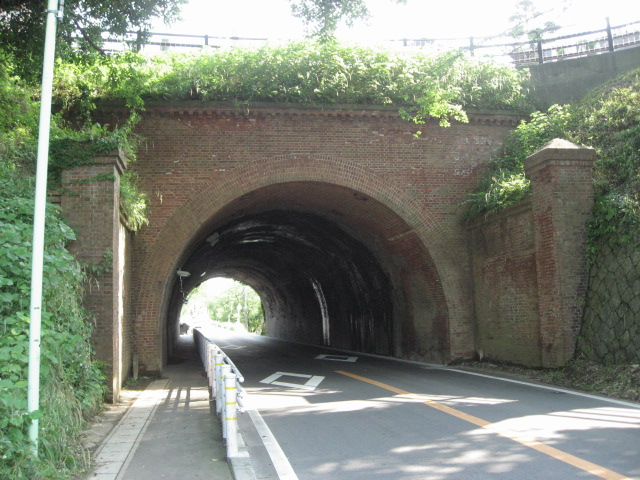
成宗電気軌道第2トンネル跡。2007年

廃線当時
- 路線距離：総5.4km
  - 不動尊 - 宗吾間5.3km
  - 本社前 - 成田駅前間0.1km
- 軌間：1372mm
- 停留所数：9
- 電化区間：全線（直流600V）
- 複線区間：なし（当初は全線複線）

## 運行概要
1925年3月当時
- 運行本数：6:30-20:30に5-10分間隔
- 所要時間：成田山門前 - 宗吾間21分

1940年1月21日改正当時
- 運行本数：7時台 - 18時台に不動尊 - 成田駅前間7-15分間隔、そのほか15-30分間隔
- 所要時間：不動尊 - 宗吾間17分

## 歴史
- 1908年（明治41年）11月 成宗電気軌道株式会社設立[2]
- 1910年（明治43年）12月11日 成田駅前（後、本社前） - 成田山門前（後、不動尊）間開通
- 1911年（明治44年）1月20日 成田駅前（後、本社前） - 宗吾間開通
- 1916年（大正5年）5月26日 成田電気軌道に改称
- 1924年（大正13年）2月28日 創業以来の電灯事業を帝国電灯へ譲渡[3][4]
- 1924年（大正13年） 京成電気軌道傘下に入る
- 1927年（昭和2年）4月1日 千葉県から多古線・八街線の鉄道路線を譲り受ける[5]。
- 1927年（昭和2年）5月13日 成田鉄道に改称[6]
- 1944年（昭和19年）12月11日 不要不急線として廃止[7]

## 停留所
1938年当時
- 不動尊（当初、成田山門前） - 幼稚園下 - 京成電車前 - 本社前（ほんしゃまえ） - 論田（ろんでん） - 新田（しんでん） - 大袋（おおぶくろ） - 宗吾（そうご）
- 本社前 - 省線駅前（後、成田駅前）

## 接続路線
- 省線駅前（成田駅）：成田線・成田鉄道多古線
- 京成電車前（京成成田駅）：京成本線

## 輸送・収支実績
| 年度 | 輸送人員（人） | 営業収入（円） | 営業費（円） | 営業益金（円） |
| ---- | -------------- | -------------- | ------------ | -------------- |
| 1910 | 96,332         | 11,419         | 12,869       | ▲1,450         |
| 1911 | 455,521        | 30,690         | 36,530       | ▲5,840         |
| 1912 | 467,744        | 32,681         | 43,626       | ▲10,945        |
| 1913 | 503,363        | 35,521         | 36,024       | ▲503           |
| 1914 | 487,264        | 35,658         | 28,318       | 7,340          |
| 1915 | 414,453        | 29,775         | 26,399       | 3,376          |
| 1916 | 436,613        | 34,550         | 29,165       | 5,385          |
| 1917 | 600,558        | 48,932         | 34,250       | 14,682         |
| 1918 | 764,876        | 59,562         | 55,565       | 3,997          |
| 1919 | 766,733        | 83,338         | 45,917       | 37,421         |
| 1920 | 956,851        | 111,866        | 74,162       | 37,704         |
| 1921 | 994,749        | 116,557        | 77,881       | 38,676         |
| 1922 | 1,086,971      | 147,735        | 88,666       | 59,069         |
| 1923 | 755,634        | 135,359        | 68,344       | 67,015         |
| 1924 | 816,133        | 162,580        | 135,758      | 26,822         |
| 1925 | 1,192,366      | 160,694        | 104,411      | 56,283         |
| 1926 | 1,184,896      | 142,049        | 69,229       | 72,820         |
| 1927 | 1,386,035      | 149,349        | 71,593       | 77,756         |
| 1928 | 1,352,477      | 139,124        | 56,866       | 82,258         |
| 1929 | 1,378,245      | 140,266        | 53,933       | 86,333         |
| 1930 | 1,715,880      | 182,914        | 49,869       | 133,045        |
| 1931 | 1,054,599      | 111,940        | 36,744       | 75,196         |
| 1932 | 910,098        | 80,015         | 37,594       | 42,421         |
| 1933 | 974,250        | 94,962         | 38,992       | 55,970         |
| 1934 | 902,258        | 81,594         | 41,805       | 39,789         |
| 1935 | 868,726        | 77,824         | 35,403       | 42,421         |
| 1936 | 855,261        | 99,760         | 35,160       | 64,600         |
| 1937 | 876,578        | 105,969        | 34,727       | 71,242         |

- 鉄道院年報、鉄道院鉄道統計資料、鉄道省鉄道統計資料、鉄道統計資料、鉄道統計各年度版

## 車両
デハ1形1-15号
成宗電気軌道開業時に天野工場で15両新製した。定員40名、主電動機はドイツのアルゲマイネ製の25馬力を2台、台車はイギリスのマウンテンギブソン21EM、乗降台にドアのないオープンデッキ方式で走行中にはチェーンが張られた。1918年に函館水電（現・函館市企業局交通部）へ5両、阪神急行電鉄へ4両売却された。
成田鉄道1号の形式図
廃線時に残っていた6両と後述の2代目7-9の計9両は横浜市交通局へ売却されたが、使用されることなく生麦車庫で解体された。これは戦時中は車両新製に制約があったことから、中古車の車籍を取得しその車両の改造名目で新車を製造するためであった。
1918年に函館水電に売却されたうちの1両が、2023年現在も30形「箱館ハイカラ號」として現役で運行されている。函館では当初は旅客車として使用されていたが、1937年にササラ式除雪車に改造された後、1992年の函館市制70周年記念事業で復元され、1993年から「箱館ハイカラ號」として運行されている。「箱館ハイカラ號」の主要機器類はササラ電車時代の部品を整備の上で使用している。台車はササラ電車時代から使用しているブリル製台車を整備の上で使用しているため、成田電気軌道時代のマウンテン・ギブソン製台車とは異なっている（交換時期は不明）。
7-9（2代目）
1922年東京市電より購入した1905年汽車製造製ヨソ6（997・998・999）で、定員40人。1940年デハ11-13に改番。

## その他
- 成田空港と市内のスポットを巡って運行されていた成田市観光循環バス（廃止）の車体は成宗電気軌道の車両のデザインを踏襲しており、レトロバスの愛称で親しまれていた。
- JR成田駅東口にあった柳屋レストラン裏に、成宗電気軌道で使われていたレールの一部が残っていた。
- 京成成田駅前から成田山方面へ続く廃線跡は「電車道」と呼ばれる道路に変わり、不動尊前 - 本社前間の第1トンネル、第2トンネルが現存している。このほか新田 - 大袋間の築堤下にあった人道用の第3トンネルは、公津の杜造成時に一部が取り壊されたが、北側坑口の上部のみ残存している[9]。
- 1965年1月23日付け朝日新聞によれば成田観光開発が京成成田駅から成田山新勝寺までロッキード式モノレールを敷設する計画が存在した[10]。この路線は長期未開業線として『民鉄要覧』に1968年まで記載されていた[11]。